# Gabriel Dadié
Pour les articles homonymes, voir Dadié.
 (octobre 2017).
Si vous disposez d'ouvrages ou d'articles de référence ou si vous connaissez des sites web de qualité traitant du thème abordé ici, merci de compléter l'article en donnant les références utiles à sa vérifiabilité et en les liant à la section « Notes et références ».
Gabriel Dadié ou Gabriel Binlin Dadié à l’état civil, né le 14 mai 1891 et mort le 16 mai 1953, est un agriculteur, syndicaliste, et homme politique français d'origine ivoirienne.
Compagnon de lutte du premier président ivoirien Félix Houphouët-Boigny, il est le père de l'écrivain Bernard Dadié, de l’homme d’affaires Félix Dadié, de l’artiste Christophe Dadié et de la femme politique Hortense Aka Anghui,.

## Auxiliaire de l'administration
Gabriel Dadié, ou Gabriel Lambert Binlin (orthographié sur son livret militaire Bênê) Dadié, né en 1891  à Assinie en Côte d’Ivoire,, est un auxiliaire de l’administration coloniale qui commence sa carrière professionnelle en 1903, dès l'âge de 12 ans en qualité d’apprenti télégraphiste au Service des Postes et des équipes du capitaine Schiffer,. Chargé d’installer la ligne du télégraphe de Bingerville à Korhogo et faciliter ainsi la pénétration française dans l’hostile territoire baoulé.
Gabriel Dadié est mobilisé à Bingerville à la déclaration de la première guerre mondiale. En raison de services rendus, il  devient plus tard, chef du poste administratif et agent spécial, tout en cumulant des fonctions de « Receveur des Postes et des Télégraphes ». Il est félicité par le  Gouverneur Gabriel Angoulvant et obtient la naturalisation française. Il devient ainsi, en 1915, le premier citoyen français d’origine ivoirienne. En mars 1921 il se rend en France pour son service militaire qu’il termine un an plus tard en octobre 1922 avec le grade de sergent. Deux années plus tard, en 1924, il démissionne des services publics, s’estimant victime de l’injustice de l’administration coloniale lorsqu’il se voit refuser des avantages accordés à ses collègues postiers citoyens français blancs,.

## Homme d'affaires
Ayant cessé ses fonctions dans l’Administration, Gabriel Binlin Dadié se convertit dans les affaires. Il se focalise de prime abord, de 1924 à 1925, à l’exploitation forestière sur les chantiers de la Ségué, dans le sillage du « boom forestier ». Ensuite, dans la même période, il met sur pied une petite entreprise de transport.
En 1926, avec l'appui du chef de cercle de l'Agneby qui lui accorde un terrain, Dadié entame l'agriculture et se spécialise dans la culture du café et du cacao. Son entreprise agricole connaît véritablement une expansion et atteint en 1930, une superficie cultivée de près d'une soixantaine d'hectares. Gabriel Dadié figure ainsi désormais parmi les 218 grands planteurs de Côte d'Ivoire disposant de plus de 50 hectares de surface cultivée. Dans le même temps, il se lie d'amitié avec Boa Kouassi, roi d'Abengourou. Il en devient le secrétaire particulier et conseiller.

## Syndicaliste
Devenu un agriculteur relativement important, Gabriel Dadié fait partie des fondateurs du Syndicat agricole africain encore dénommé Syndicat des planteurs africains. Cette structure présidée par Félix Houphouët Boigny, est créée le 10 juillet 1944 et reconnue le 8 août 1944 grâce au soutien du Gouverneur André Latrille. Il s'agit d'une organisation professionnelle regroupant près de 12 000 exploitants agricoles des 20 000 planteurs du pays.
Ce syndicat va se muer progressivement en une véritable machine politique en lutte notamment contre le travail forcé.

## L’homme politique
Cette nouvelle voie le conduira sur la scène politique. En effet, Gabriel Dadié va devenir en 1944,aux côtés de Félix Houphouët-Boigny, l’un des principaux dirigeants du Syndicat agricole africain, puis du Rassemblement démocratique africain. Mais sa mort ne lui permettra pas de faire grand chose en politique 

## Hommages
Un timbre-poste à son effigie a été émis par les postes de la Côte d'Ivoire en 1970.
Plusieurs lieux portent son nom, parmi lesquels :
- L’avenue Gabriel Dadié à Treichville dans la ville d’Abidjan.
- L’avenue Gabriel Dadié dans la ville de Bouaké.
- L’école primaire Gabriel Dadié de Koumassi et Marcory dans la ville d’Abidjan.